# Torzym
Pour les articles homonymes, voir Torzym.
Torzym ([ˈtɔʐɨm] ; en allemand : Sternberg) est une petite ville polonaise située dans le powiat de Sulęcin appartenant à la voïvodie de Lubusz. Elle est le siège administratif (chef-lieu) de la gmina appelée Torzym.

## Géographie
La ville est située dans la région historique du pays de Lubusz, à 36 kilomètres à l'est de la frontière allemande sur l'Oder entre Francfort et Słubice. Elle compte à peu près 2 500 habitants. 

## Histoire
Après les grandes invasions, les environs de Torzym ont été habités par des tribus slaves, nommés Lubuszanie, membres de la fédération des Vélètes (Wieleci). Au xe siècle ils appartenaient au pays de Lubusz (Lebus), la plus occidentale des possessions du duc Mieszko Ier de Pologne, qui s'étendaient aux deux rives de l'Oder proche de la frontière avec la marche de l'Est saxonne à l'ouest. En memoire de l'histoire du pays de Lubusz, la région administrative polonaise sur la rive droite de l'Oder est appelé « voïvodie de Lubusz ». 

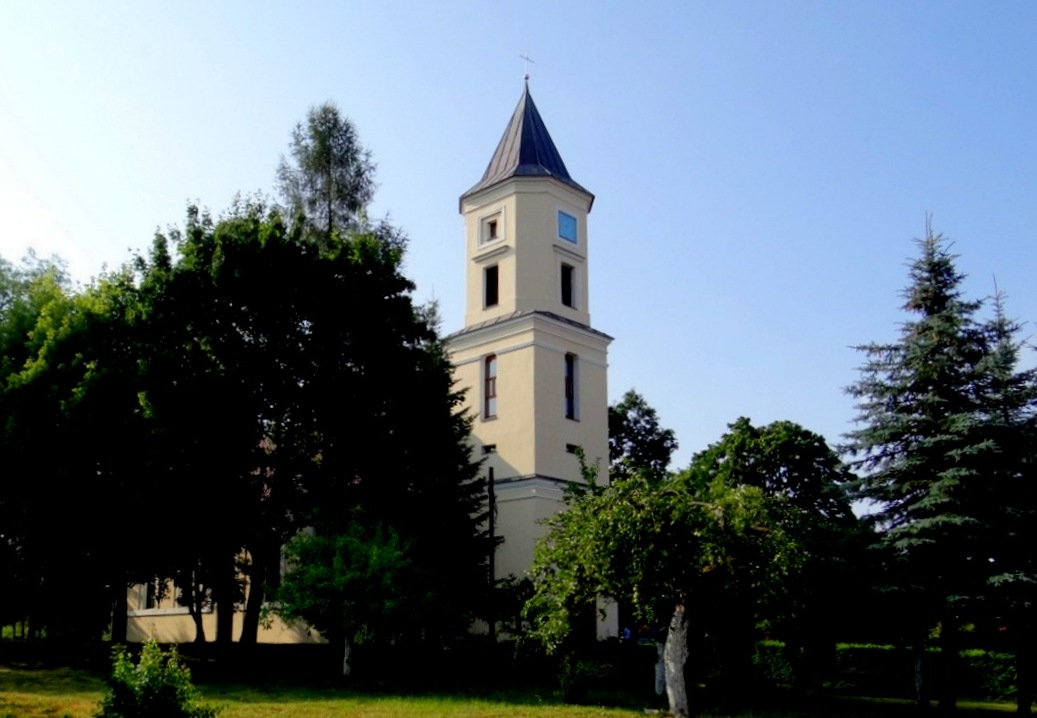
Église de l'Exaltation de la Sainte-Croix.

Vers l'an 1249, le pays de part et d'autre de l'Oder a été cédé aux margraves Jean Ier et Othon III de Brandebourg. La tentative du roi Ladislas Ier de Pologne de reconquérir le territoire a échoué  en 1328. Le lieu lui-même fut mentionné officiellement pour la première fois vers l'an 1300 ; il porte le nom de Conrad II de Sternberg, archevêque de Magdebourg de 1266 à 1277. Les archevêques ont rivalisé pour coloniser le « pays de Sternberg » (Sternberger Land) à l'est de l'Oder ; enfin, les margraves du Brandebourg se sont imposés.
Sternberg, bien située sur la route qui mène de Francfort-sur-l'Oder à Poznań dans le royaume de Pologne, obtient le droit urbain par les margraves en 1375. De 1535 à 1571, il faisait partie de la principauté du margrave Jean Ier de Brandebourg-Küstrin. Au XVIIIe siècle, la ville fut incorporée dans l'arrondissement de Sternberg-en-Nouvelle-Marche dont le siège administratif se trouve à Drossen (Ośno). À partir de 1815, elle fait partie de la province de Brandebourg au sein du royaume de Prusse et intègre en 1873 l'arrondissement de Sternberg-Est.
Après la Seconde Guerre mondiale, avec la mise en œuvre de la ligne Oder-Neisse en 1945, la ville intègre la république de Pologne (voir Évolution territoriale de la Pologne) et la population allemande restante fut expulsée. Torzym retrouve son statut de ville en 1994.
De 1975 à 1998, la ville appartenait administrativement à la voïvodie de Zielona Góra. Depuis 1999, elle appartient administrativement à la voïvodie de Lubusz

## Transports
Torzym est desservie par la sortie  3 Torzym de l'autoroute A2 (qui relie la frontière allemande à Varsovie).